# Facundo Ferrero
Facundo Ferrero (La Reja, Buenos Aires, Argentina, 5 de marzo de 1996) es un futbolista argentino. Juega de arquero  y su actual equipo es Club Atlético Nueva Chicago. 

## Clubes
| Club               | País      | Año           |
| ------------------ | --------- | ------------- |
| Deportivo Merlo    | Argentina | 2013-2015     |
| Chacarita Juniors  | Argentina | 2016-2019     |
| Atlanta            | Argentina | 2019-2020     |
| Sarmiento de Junín | Argentina | 2021-presente |
| Brown de Madryn    | Argentina | 2022          |
| Nueva Chicago      | Argentina | 2023-presente |